# Удадіхоу
Удадіхоу (кит.: 烏達鞮侯; д/н — 46) — шаньюй держави хунну в 46 році.

## Життєпис
Син шаньюя Худуерші Дао-гао. Звався ймовірно Удаді, оскільки хоу є китайським титулом на кшталт маркіза або принца. Про його молоді роки обмаль відомостей.
У 46 році після смерті батька спадкував владу. Втім панував лише декілька місяців, раптово померши того ж року. Владу спадкував його молодший брат Пуну.